# Championnat de Hong Kong féminin de football
Le championnat de Hong Kong de football féminin est une compétition de football féminin créée en 1986.

## Palmarès
| Saison      | Champion               |
| ----------- | ---------------------- |
| 1986        | Caroline Hill Women    |
| 1987 à 2012 | inconnu                |
| 2012-2013   | Citizen                |
| 2013-2014   | Citizen                |
| 2014-2015   | Citizen                |
| 2015-2016   | Citizen                |
| 2016-2017   | Citizen                |
| 2017-2018   | Kitchee                |
| 2018-2019   | Happy Valley           |
| 2019-2020   | compétition abandonnée |
| 2020-2021   | Citizen (6)            |
| 2021-2022   | compétition abandonnée |
| 2022-2023   | Kitchee                |
| 2023-2024   | Kitchee                |